# Panurginus emarginatus
Panurginus emarginatus is een vliesvleugelig insect uit de familie Andrenidae. De wetenschappelijke naam van de soort is voor het eerst geldig gepubliceerd in 1935 door Michener.